# Arlandria
«Arlandria» es una canción y un sencillo del grupo musical estadounidense Foo Fighters, proveniente de su séptimo álbum de estudio, Wasting Light (2011). Fue solamente promocionada en el Reino Unido como el tercer sencillo del álbum y fue lanzada para la descarga digital el 5 de septiembre de 2011.

## Video musical
El video musical oficial que se utilizó para promover la canción fue una actuación en vivo tomada en el festival musical iTunes Festival London 2011, realizado en el Roundhouse, en Londres, Reino Unido.

## Información de la canción
El título de la canción es una referencia a Arlandria, el vecindario de Alexandria, Virginia donde Dave Grohl vivió en su juventud. La canción incluye una referencia a la famosa canción infantil inglesa "Rain Rain Go Away", que Dave Grohl justificó diciendo: "hay algo en la cadencia cantarina de la música infantil que tiene su lugar en el rock".
El vecindario es mencionado además en la canción "Headwires" del disco "There is Nothing Left to Lose".

## Lista de canciones
Todas las letras escritas por Dave Grohl, toda la música compuesta por Foo Fighters. 
| Descarga digital |             |          |  |
| N.º              | Título      | Duración |  |
| 1.               | «Arlandria» | 4:28     |  |

## Posición en las listas
| Lista (2011)                                   | Posición |
| ---------------------------------------------- | -------- |
| UK Singles Chart (The Official Charts Company) | 79       |
| UK Rock Chart (The Official Charts Company)    | 1        |

## Personal
- Dave Grohl – vocales, guitarra rítmica
- Chris Shiflett – guitarra, voz secundaria
- Pat Smear – guitarra rítmica
- Nate Mendel – bajo
- Taylor Hawkins – batería
- Drew Hester − percusión